# رضوان آرنئوت
رضوان آرنئوت (انگلیسی: Răzvan Arnăut; ۲۸ سپتامبر ۱۹۹۸) کشتی‌گیر فرنگی اهل رومانی است.
وی در مسابقات کشوری و بین‌المللی در مجموع برندهٔ ۱ مدال نقره، ۶ مدال برنز شده است.وی سابقه حضور در المپیک ۲۰۲۴ پاریس را دارد.  